# 著作权法 (日本)
著作权法，是对日本的著作权立法的总称。日本有关著作权的法律规范主要由两部分组成：著作人权利和邻接权。

## 著作权人权利

### 著作权之客体
根据日本《著作权法》的定义，著作物是指“用创作来表现思想或情感并属于文艺、学术、美术或音乐领域的原作”。而著作人则是指创作著作物的人。

### 人格权利
日本《著作权法》规定，著作权人对其作品享有三项人格权利：发表权、署名权、保持作品完整性权。
按照该法律的目录结构，该法所称的“著作权”不包括前述著作者人格权而仅包括著作财产权。

## 修改
1899年（明治32年），日本政府簽署伯爾尼公約；同年3月4日，日本政府首次頒布《著作權法》（明治32年3月4日法律第39號）。1970年（昭和45年）5月6日，日本頒布新的《著作權法》（昭和45年5月6日法律第48號），该法律是对舊版《著作權法》（明治32年3月4日法律第39號）的全面修改。
2018年12月30日，随着全面与进步跨太平洋伙伴关系协定（TPP11）生效，日本《著作权法》的修改也告生效。此次修改包括：保护期限从原则上的“作者死后50年”延至“死后70年”，将部分侵害著作权罪由原来的亲告罪改为公诉范围，侵权额度计算细则增设对著作权集体组织适用授权费的规定，不当规避访问控制仿照不当规避复制控制列入制裁，有权对网播音源的二次使用索取报酬。
2019年1月1日，日本實施對於《著作權法》的修正案。此次修正刪除了《著作權法》第47條之7，修改了《著作權法》第30條之4和第47條之5。這次修法允許為了分析資訊或供機器學習，在利用程度輕微且未不當侵害他人利益時，任意地利用他人資料。此次修法的目的是為了促進人工智慧的發展。